# Gravity DIP Records
Gravity DIP és un segell discogràfic independent i mànager de música fundat a Kingston upon Thames, Anglaterra. Va evolucionar d'un col·lectiu de músics, els quals ha promogut concerts en directe per bandes (entre d'altres) a Kingston upon Thames des de 1994.
Gravity DIP s'ocupa de les bandes incloent Hundred Reasons i Tellison.

## Llista passada i present
- Adequate Seven
- Archie and the Instincts
- Capdown
- Dan Potthast
- DARTZ!
- Dave House
- Douglas
- Gavin Osborn
- Get Cape. Wear Cape. Fly
- Hundred Reasons
- Instruction
- Jacob's Stories
- The JB Conspiracy
- Jenny Owen Youngs
- Kill Kill Disconnect
- Lucky Thirteen
- Metronomes
- My Awesome Compilation
- Orko
- Pylon
- Satori
- Set Your Goals
- Spy Versus Spy
- Stapleton
- The Steal
- Tellison
- Twofold